# Kharanalerr
Kharanalerr är ett berg i Armenien.   Det ligger i provinsen Vajots Dzor, i den centrala delen av landet, 60 kilometer sydost om huvudstaden Jerevan. Toppen på Kharanalerr är 1 837 meter över havet.
Terrängen runt Kharanalerr är bergig, och sluttar söderut. Runt Kharanalerr är det ganska tätbefolkat, med 70 invånare per kvadratkilometer.. Närmaste större samhälle är Aghavnadzor, 11,8 kilometer öster om Kharanalerr. 
Trakten runt Kharanalerr består i huvudsak av gräsmarker.